# Edgar Fahs Smith
Edgar Fahs Smith (23.5.1854 – 3.51928) là một nhà khoa học người Mỹ, ngày nay nổi tiếng về các quan tâm của ông đối với lịch sử hóa học. Ông đã tích lũy được một bộ sưu tập các sách báo và hình ảnh liên quan tới lịch sử Hóa học, và sau này trở thành tâm điểm của Bộ sưu tập tưởng niệm Edgar Fahs Smith.

## Cuộc đời và Sự nghiệp

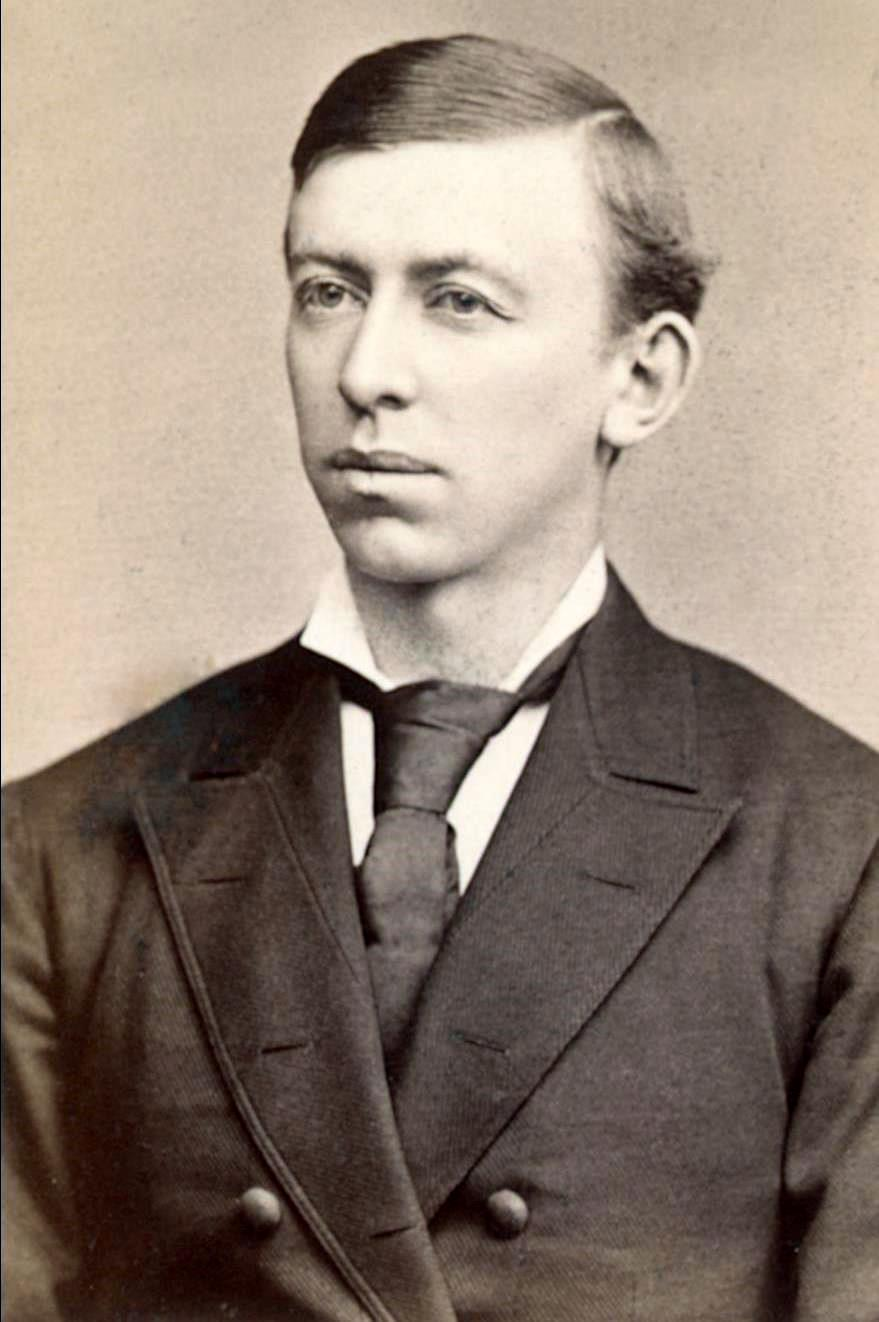
Smith năm 1878

Edgar Fahs Smith sinh tại York, Pennsylvania, ông tốt nghiệp trường Pennsylvania College tại Gettysburg (nay là Gettysburg College) năm 1874. Ông đậu bằng tiến sĩ dưới sự hướng dẫn của Friedrich Wöhler ở Đại học Göttingen (Đức) năm 1876. Sau đó Smith trở lại Hoa Kỳ và kịp thời hợp tác với Đại học Pennsylvania, ban đầu làm giáo sư Hóa học, sau đó làm hiệu trưởng phân khoa. Smith nghiên cứu khoa học trong các lãnh vực điện hóa học (electrochemistry), việc xác định trọng lượng nguyên tử và các nguyên tố đất hiếm.
Smith là người đồng sáng lập phân ban Lịch sử Hóa học của Hội Hóa học Hoa Kỳ (American Chemical Society). Ông làm chủ tịch Hội Hóa học Hoa Kỳ 3 nhiệm kỳ, làm chủ tịch Hội Triết học Hoa Kỳ (1902-1908) và Hội Lịch sử Khoa học (1928). Năm 1898 Smith được bầu vào Hàn lâm viện Khoa học quốc gia Hoa Kỳ.
Ông được thưởng Huy chương Priestley năm 1926.
Smith từ trần ở Philadelphia, Pennsylvania năm 1928.

## Sách xuất bản
- Chemistry in America (1914)
- The Life of Robert Hare (1917)
- James Woodhouse (1918)
- Priestley in America (1920)